# 3217 Seidelmann
3217 Seidelmann este un asteroid din centura principală, descoperit pe 2 septembrie 1980 de Edward Bowell.